# Elliott Daingerfield

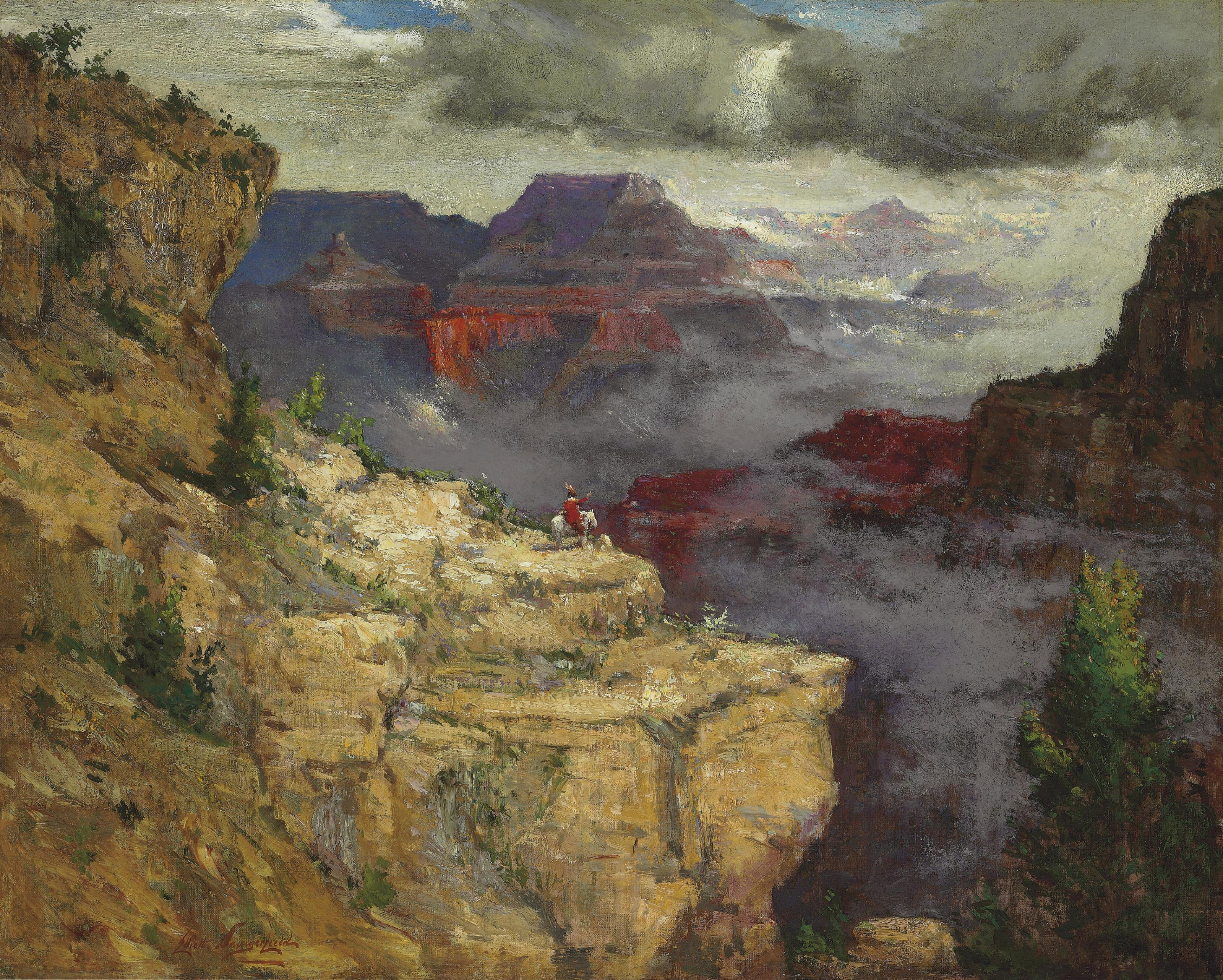
Elliott Daingerfield, Infinities, ca. 1913. The Johnson Collection, Spartanburg, South Carolina

Elliott Daingerfield (* 1859 in Harpers Ferry, Virginia; † 22. Oktober 1932 in New York City) war ein US-amerikanischer Maler und Kunstschriftsteller, der vor allem für seine Landschaftsbilder und religiösen Motive bekannt ist. Er gilt als einer der produktivsten Künstler North Carolinas.

## Leben
Elliott Daingerfield wurde in Harpers Ferry geboren und wuchs in Fayetteville, North Carolina, auf, wo sein Vater Kommandant eines Arsenals der Konföderierten war. Schon früh interessierte er sich für die Malerei und erlernte die Grundtechniken bei einem Schildermaler in Fayetteville. Im Alter von 21 Jahren zog er nach New York City, um seine künstlerische Ausbildung fortzusetzen. Dort studierte er bei Walter Satterlee und wurde später dessen Assistent in der Stilllebenklasse. Während dieser Zeit besuchte er auch Kurse an der Art Students League. 1884 lernte Elliott Daingerfield den Maler George Inness kennen, der einen prägenden Einfluss auf seinen Stil hatte. Inness führte ihn in Techniken ein, die atmosphärische Lichteffekte betonten, was Daingerfields Interesse an stimmungsvollen und spirituellen Landschaften verstärkte.
1886 eröffnete Elliott Daingerfield ein Atelier in Blowing Rock, North Carolina, um sich von einer Krankheit zu erholen. Die beeindruckende Landschaft der Blue Ridge Mountains inspirierte ihn zutiefst und er verbrachte fortan seine Zeit abwechselnd in New York City und Blowing Rock. In den Sommermonaten unterrichtete er in seinem Studio in North Carolina, in den Wintermonaten an der Philadelphia School of Design und der Art Students League. 1910 wurde Elliott Daingerfield von der Santa Fe Railroad eingeladen, den Grand Canyon zu besuchen und zu malen, um den Tourismus in der Region zu fördern. Auf dieser Reise entstanden einige seiner bekanntesten Werke, und er kehrte immer wieder zum Grand Canyon zurück, um die majestätische Landschaft festzuhalten.  
Elliott Daingerfield war zweimal verheiratet. Seine erste Frau, Roberta Strange French, starb 1891 bei der Geburt ihres gemeinsamen Kindes. 1895 heiratete er Anna Grainger, mit der er zwei Töchter hatte, Gwendoline und Marjorie. Er starb am 22. Oktober 1932 in New York und wurde im Cross Creek Cemetery in Fayetteville, North Carolina, beigesetzt.  

## Werk

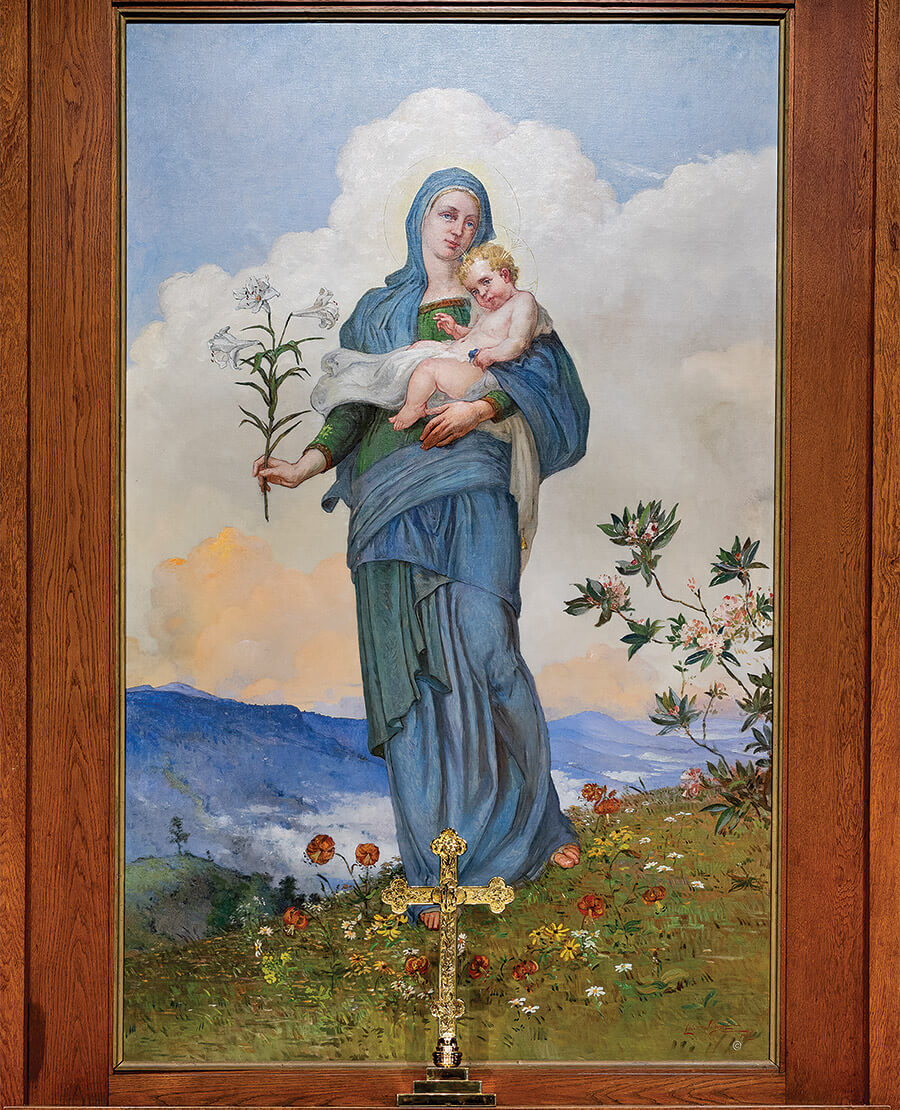
Elliott Daingerfield, Madonna of the Hills (gemalt in Blowing Rock um 1920)

Elliott Daingerfields Werk umfasst eine Vielzahl von Themen, darunter Landschaften, religiöse Szenen, Stillleben und Porträts. Besonders bekannt ist er für seine stimmungsvollen Landschaften, die oft eine spirituelle oder mystische Atmosphäre vermitteln. Sein Stil wurde stark von George Inness beeinflusst, insbesondere in der Verwendung von Licht und Farbe zur Betonung emotionaler und spiritueller Qualitäten. Ein zentrales Thema in Daingerfields Werk ist die Verbindung von Natur und Spiritualität. Er glaubte, dass Kunst ein Ausdruck des Göttlichen sei und dass es die Aufgabe des Künstlers sei, das Schöne zu vermitteln. Diese Philosophie spiegelt sich in vielen seiner Gemälde wider, die oft eine mystische Qualität besitzen und darauf abzielen, die innere Essenz der dargestellten Szenen einzufangen.  
Neben seinen Gemälden schuf Elliott Daingerfield auch Wandmalereien für Kirchen, darunter ein bekanntes Werk in der Kirche Saint Mary the Virgin in New York City. Er verfasste auch mehrere Schriften über Kunst, darunter 1911 eine Biografie über George Inness.